# (4400) Bagryana
(4400) Bagryagin ist ein Hauptgürtelasteroid, der am 24. August 1985 vom Rožen-Observatorium aus entdeckt wurde.
Der Asteroid wurde nach der bulgarischen Lyrikerin Elisaweta Bagrjana benannt.